# Ren Lenny ren
Ren Lenny ren is een single van Acda & de Munnik. Het is afkomstig van hun studioalbum Groeten uit Maaiveld. De single ging op de zeven belangrijkste radiozenders van Nederland gelijktijdig in première. Op donderdag 3 oktober 2002 om 8:45 uur is Ren Lenny ren te horen op Radio 1, Radio 2, Radio 3FM, Radio 538, Sky Radio, Radio 10 Gold en Yorin FM. Ren Lenny ren zou uitgroeien tot de rockopera Ren Lenny ren, waarvan een uittreksel op hun album Liedjes van Lenny terechtkomt.
De single werd een hit in Nederland en bereikte de 17e positie in de Nederlandse Top 40 op Radio 538 en de 11e positie in de Mega Top 100 op Radio 3FM.
In België werden de beide Vlaamse hitlijsten niet bereikt.

## Hitnoteringen

### Nederlandse Top 40
| Positie: | 19 | 17 | 20 | 20 | 25 | 33 | 33 | uit |

### Mega Top 100
| Positie: | 21 | 11 | 13 | 19 | 27 | 34 | 36 | 49 | 52 | 57 | 63 | 64 | 69 | 73 | 83 | uit |

### NPO Radio 2 Top 2000
| Nummer met noteringen in de NPO Radio 2 Top 2000 | '03 | '04 | '05 | '06 | '07 | '08 | '09 | '10 | '11 | '12 | '13 | '14 | '15 | '16 | '17 | '18 | '19 | '20 | '21 | '22 | '23 | '24 |
| ------------------------------------------------ | --- | --- | --- | --- | --- | --- | --- | --- | --- | --- | --- | --- | --- | --- | --- | --- | --- | --- | --- | --- | --- | --- |
| Ren Lenny ren                                    | 415 | 261 | 228 | 299 | 231 | 300 | 569 | 477 | 530 | 687 | 605 | 428 | 446 | 408 | 365 | 539 | 533 | 524 | 521 | 606 | 470 | 468 |

1. ↑  Een vetgedrukt getal geeft de hoogste notering aan.
2. ↑  2003 was het eerste jaar met een notering voor dit nummer.